# Staša Zajović
Stanislava Staša Zajović (1953, Nikšić, Montenegro) é uma activista feminista, pacifista e membro do Movimento LGBT montenegrino, co-fundadora e coordenadora da organização Mulheres de negro (Women in Black) de Belgrado criada em 1991 no início da guerra em Jugoslávia.